# Distretto di Santo Domingo de la Capilla
Il distretto di Santo Domingo de la Capilla è uno dei quindici distretti  della provincia di Cutervo, in Perù. Si trova nella regione di Cajamarca e si estende su una superficie di 103,74 chilometri quadrati.

Istituito il 12 gennaio 1956, ha per capitale la città di Santo Domingo de la Capilla; al censimento 2005 contava 5.718 abitanti.